# السنجاب كونكر
السنجاب كونكر (بالإنجليزية: Conker the Squirrel)‏  هو سنجاب مجسم يلعب دور البطولة في ألعاب الفيديو المختلفة. ظهر لأول مرة بجانب ديدي كونغ من سلسلة دونكي كونغ من نينتندو في ديدي كونغ رايسينغ. ذكرت نينتندو أن الشخصية تبلغ من العمر 21 عامًا. يتم التعبير عن كونكر بواسطة كريس سيفور في جميع ظهوراته.

## الألعاب التي ظهر فيها
1. ديدي كونغ رايسينغ
2. كونكرز بوكيت تيلز
3. كونكرز باد فور داي
4. كونكر: لايف أند ريلودد
5. راير ريبلاي
6. يونغ كونكر